# Проспект Авиаторов (Ярославль)
Проспе́кт Авиа́торов (бывш. Вологодская улица) — проспект в Заволжском районе города Ярославля. Начинается от Тверицкой набережной и заканчивается круговой рязвязкой в Яковлевском. От развязки начинаются: 3-я Яковлевская улица, шоссе Ярославль—Любим и Северо-восточная окружная дорога.

## История
Часть от Волги до речки Урочь была участком Московско-Вологодского тракта и называлась Вологодской улицей — направлена в сторону Вологды. Часть от Урочи до Яковлевской развязки (до образования Костромского водохранилища в 1955—1957 годах) была началом дороги из Ярославля в Кострому и называлась Костромское шоссе. В 1957 году Костромское шоссе присоединено к Вологодской улице.
В 1976 году на очередной волне переименований улиц высказывалось предложение переименовать улицу в проспект имени Н. А. Некрасова в связи со 100-летием его смерти, однако оно было отклонено в связи с тем, что в городе уже есть улица Некрасова. В марте 1976 года Вологодскую улицу всё же переименовали — в проспект Авиаторов. Название связано со строительством в те годы аэродрома «Левцово», по направлению к которому расположена улица.

## Примечательные здания и сооружения
- № 3 — Здание Тверицкого начального училища им. Св. Димитрия Ростовского.  памятник архитектуры

В начале 1910-ых гг. для Тверицкого начального училища построено просторное трехэтажное здание из красного кирпича. После революции начальное училище преобразовано в школу № 13. В середине 1950-ых школа получает новый номер - 58. В 1974 г. школа закрыта, здание используется для учреждений дополнительного образования, затем как торговые помещения, в настоящее время пустует.
В августе 2018 г. здание Тверицкого начального училища было признано объектом культурного наследия.
- № 6 — Историко-краеведческий музей "Тверицкая слобода"
- № 15 — Пожарное депо начала ХХ века  памятник архитектуры

Памятник градостроительства и архитектуры.
- Памятник Амет-Хану Султану

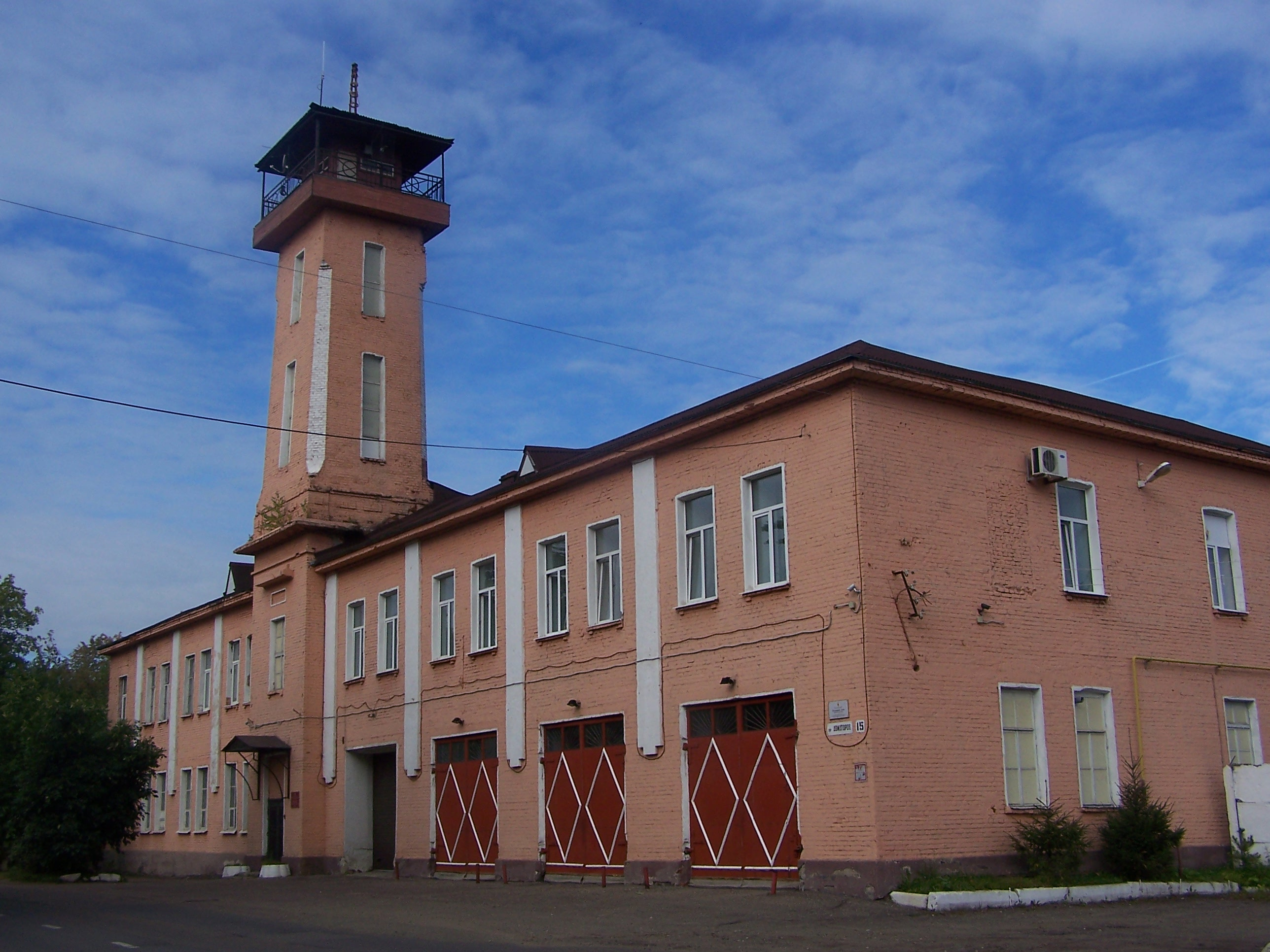
Пожарное депо

- № 74а — Территориальная администрация Заволжского района г. Ярославля
- № 88а — Ресторан быстрого питания «Вкусно – и точка»
- № 147 — Отдел полиции Заволжский УМВД России по г. Ярославлю; Отдел Управления Федеральной миграционной службы России по Ярославской области в Заволжском районе г. Ярославля